# 穐田和恵
穐田 和恵（あきた かずえ、1985年〈昭和60年〉2月23日 - ）は、日本の歌手、タレント。秋元康プロデュースの女性アイドルグループ・SDN48の初期メンバーである。
大阪府池田市出身。アライブエンタテインメント所属。大阪府立桜塚高等学校出身。旧芸名、小田奈々。

## 略歴
- 2003年、ビーイング傘下のレコード会社であるGIZA studioとTU-KAがタッグを組んで行われた「GIZA studio newcomer audition 2003」でグランプリを獲得。GIZA studio所属の小田奈々という芸名で、大阪市西区・北堀江にあるGIZA studioのライブハウス「hills パン工場」（収容人数約200人）で「THURSDAY LIVE」などに出演。自ら作詞したオリジナル曲（未発売）に「桜空」（作曲：Bonn）がある。この曲の音源は「新人発掘しNIGHT」の公式携帯ウェブサイトでショートバージョンがフリー配信されていた。なお、2015年時点ではウェブサイトは現存するが配信は終了し、ダウンロードすることができない。当時のGIZA studio所属者の中では上位にくる程のルックスといわれ、彼女目当てに200人近くがライブに来たという逸話も残っている。また、hills パン工場のパン屋ではレジのアルバイトも行っていた。
- 2006年9月から行われた「THURSDAY LIVE at hills パン工場『新人発掘しNIGHT』」では2回連続1位を獲得した。GIZA studioとは2007年末で契約を解除した。
- 2009年6月14日に実施されたSDN48オーディション最終審査（合格者17名）に合格し、同年8月1日よりSDN48の一期生としての活動を開始。
- SDN48のメジャーデビュー曲「GAGAGA」参加メンバー12名の選抜をテレビ朝日『すっぽんの女たち』番組内で行い、11位で選抜入りを果たした。
- 2012年3月31日にNHKホールで行われた『SDN48 コンサート「NEXT ENCORE」 in NHKホール』をもってSDN48を卒業。
- 2012年5月15日にTOKYO DOME CITY HALLで行われた『見逃した君たちへ2 AKB48全グループ公演』誘惑のガーター」にてTwin Planetに所属することを発表。
- 2015年1月25日にTOKYO DOME CITY HALLで開催された「AKB48リクエストアワー セットリストベスト1035 2015」で自身作曲の「春色の翼」が50位にランクイン。
- 2015年10月30日に、近藤薫プロデュースによりシングル[Blue & Blue]を発売。
- 2016年5月31日をもって事務所を退社したことを自身のブログにて報告した[1]。
- 2016年6月6日に、自身の3rdシングル「わたしのゆめみたわたし」を発売。作曲は近藤薫、作詞・ジャケットイラストを326（ナカムラミツル）が手掛けている。
- 2019年3月10日、SDN48卒業メンバー6人で結成したグループ'R'に参加しCD「LET ME DOWN」を発売。
- 2019年4月19日より池田市観光大使を務める（任期は3年）[2]。
- 2019年8月1日、東京・秋葉原のAKB48劇場で開催されたSDN48結成10年記念「誘惑のガーター」特別公演に出演。

## 人物
- ニックネームは「かずちぃ」。
- 4歳上の姉がいる。姉の話題はしばしばブログに登場する。
- 趣味はカラオケとライブ観賞。ライブは600回以上行っている。カラオケには一人で行くことがある。
- 好きなアーティストは、ONE OK ROCK、UVERworld。
- 好きな色は白、ピンク、紫。
- 日課は平均一時間半くらいのウォーキング。
- 特技はドラムとヒューマンビートボックス。
- 中学生時代には吹奏楽部に所属し、打楽器を担当。高校に入学すると同時にバンド活動を開始した。
- 18歳の頃から、寝る前に思ったことや勉強になったこと、目標や夢などを綴る『夢ノート』という日記をつけている。
- SDN48として活動する以前は、飲食店などで働いていた。
- 携帯サイトの芸能ニュースを見てSDN48のオーディションに応募した。
- AKB48の推しメンは篠田麻里子であった。その篠田に口調をよくものまねされる。穐田のものまねはSDN48内でもよくネタにされ、なちゅ・野呂佳代などにもよくモノマネされる[注釈 1]。

## SDN48在籍時の参加曲

### シングルCD選抜曲
AKB48名義
- マジジョテッペンブルース - PVのみ参加

SDN48名義
- GAGAGA
  - 孤独なランナー

- 愛チュセヨ
- MIN・MIN・MIN

- 口説きながら麻布十番 duet with みの もんた
- 負け惜しみコングラチュレーション

SDN48「アンダーガールズA」名義
- 天国のドアは3回目のベルで開く
- おねだりシャンパン

### 劇場公演ユニット曲
SDN48 1st Stage「誘惑のガーター」公演
- Saturday night party
- 誘惑のガーター

### その他参加ユニット
- チームZ（パチンコ「びっくりぱちんこ 銭形平次 with チームZ」〜「恋のお縄」[3] テーマソングを担当するAKB48姉妹ユニット混成型ユニット）

## コンサート

### SDN48時代
- AKB104選抜メンバー組閣祭り第1公演（2009年8月22日）
- AKB48リクエストアワードセットリストベスト100 2010 with アメーバピグ　（2010年1月21日・24日、SHIBUYA-AX）
- AKB48 満席祭り希望賛否両論　（2010年3月24日・25日、横浜アリーナ）
- AKB48 コンサート「サプライズはありません」第3公演　（2010年7月11日、代々木第一体育館）
- Visit Zooキャンペーン応援プロジェクト AKB48 東京秋祭り supported by NTTぷらら （2010年10月9日・10日、葛西臨海公園）
- AKB48リクエストアワードセットリストベスト100 2011 （2011年1月20日-23日、SHIBUYA-AX）
- 見逃した君たちへ～AKB48グループ全公演～ SDN1st『誘惑のガーター』公演 （2011年5月27日、TOKYO DOME CITY HALL）
- AKB48 コンサート よっしゃぁ～行くぞぉ～！in西武ドーム （2011年7月22日-23日、西武ドーム）
- AKB48リクエストアワードセットリストベスト100 2012 （2012年1月22日、TOKYO DOME CITY HALL）
- 業務連絡。頼むぞ、片山部長！inさいたまスーパーアリーナ （2012年3月23日、さいたまスーパーアリーナ）
- SDN48コンサート「NEXT ENCORE」in NHKホール （2012年3月31日、NHKホール）

### SDN48卒業後
- 「見逃した君たちへ2」～AKB48グループ全公演～ SDN1st『誘惑のガーター』公演 （2012年5月15日、TOKYO DOME CITY HALL）
- AKB48リクエストアワードセットリストベスト100 2013 （2013年1月27日、TOKYO DOME CITY HALL）
- 「思い出せる君たちへ」～AKB48グループ全公演～ SDN1st『誘惑のガーター』公演 （2013年5月25日、TOKYO DOME CITY HALL）
- 「AKB48リクエストアワー セットリストベスト1035 2015」自身作曲のソロ曲「春色の翼」50位 （2015年1月25日、TOKYO DOME CITY HALL）
- SDN48 結成10年記念「誘惑のガーター」特別公演　(2019年8月1日、AKB48劇場)

## 作品

### CD
- 春色の翼 (UNIVERSAL MUSIC) 自身作曲による配信限定シングル (2012年4月)[4]
- 1st mini album「Cherish」全作詞担当（2014年12月15日）
- 1st single「桜ひらひら」作詞担当（2015年5月2日）[5]
- 2700八十島氏プロデュース メジャーデビューシングル「 脇を見ないで」 女塾オールスターズ名義（2015年8月5日）
- 近藤薫氏プロデュース 2nd シングル「Blue & Blue」（2015年10月30日）
- 近藤薫氏プロデュース 326氏 作詞&ジャケット 3rd single 「わたしのゆめみたわたし」  オリコンデイリーチャート8位/オリコンインディーズウィークリーチャート4位（2016年6月6日）
- 近藤薫氏プロデュース 2nd album「Flowery」（2017年11月13日）
- R(ex.SDN48)début single「LET ME DOWN」リリース（2018年3月10日）

## 楽曲提供
- HOT HEAT HEAT GIRLS「HOT HEAT HEAT FIGHTER」   作詞作曲担当 （2015年4月）
- HOT HEAT HEAT GIRLS「JUMP」2016年8月30日 1st Single 作詞作曲担当 （2016年4月）
- chuLa「トキメキCherry」作詞担当 （2017年5月）
- chuLa「涙色星」作詞担当 （2017年6月）
- ネコプラ「奇想天外革命（レボリューション）」作詞担当 （2018年9月）
- chuLa「ケ・セラ・セラ」作詞担当 （2018年11月）
- KATA☆CHU「Popping Summer」作詞担当 （2019年7月）
- GITADORA EXCHAIN オリジナルサウンドトラック「Now or Never Mind!!!!! 穐田和恵 feat.MiA」（2020年7月）

## 出演

### テレビ
- AKBINGO!（2009年9月、日本テレビ）
- SDN48+10 !（2010年8月1日 - 、エンタ!371）
- MUSIC JAPAN（2010年11月、NHK）
- すっぽんの女たち2（2011年4月6日 - 2012年3月28日、テレビ朝日）
- スカパー!HD×エンタ!371 presents 「GIRLS POP NEXT」（2010年2月25日、エンタ!371）
- 24時間テレビ33 「愛は地球を救う」『ありがとう〜今、あの人に伝えたい〜』（2010年8月28日 - 8月29日、日本テレビ） - 朝までしゃべくり007コーナー
- すっぽんの女たち（2010年6月2日 - 2011年3月30日、テレビ朝日）
- SDNイジリー（2011年4月9日 - 10月9日、全国独立放送協議会加盟局）
- 第62回NHK紅白歌合戦（2011年12月31日、NHK）
- MUSIC JAPAN（2012年2月、NHK）
- カミスン！（2012年2月20日、TBS）
- HEY!HEY!HEY! MUSIC CHAMP（2012年3月12日、フジテレビ）
- トクモリ（2013年、NOTTV） - レギュラー
- 「嬢熱旅行 アイドル 汗と涙の友情駅伝 in グアム」（2012年、テレビ大阪）
- THEカラオケ★バトル（2014年7月23日 テレビ東京）
- 失恋島（2014年、フジテレビ）
- エフィかる♪ミュージック - MC（2022年、チバテレビ）

### ドラマ
- テレビ朝日系「女囚セブン」（2017年4月）
- テレビ朝日系「あいの結婚相談所」第1話 （2017年7月）
- テレビ朝日系「重要参考人探偵」第1話 （2017年10月）
- チバテレビ「眠れなくなる夜」第12話「座敷童子」主演 （2017年5月）
- チバテレビ「きらめけ!VIVACIOU DASH♡奮闘編」（2017年11月）
- テレビ朝日系「ホリデイラブ」番外編・井筒編 AbemaTV （2018年3月）
- チバテレビ「友だちがゾンビになったらどうする」金田明子役 （2019年7月）
- 東海テレビ・フジテレビ系「仮面同窓会」第7・8話  （2019年7月）
- FOD・Amazon Prime Video配信限定ドラマ「東京ラブストーリー2020」（2020年4月）

### 映画
- 最近、妹のようすがちょっとおかしいんだが。 - 橘彩花役（2014年）
- 闇金ウシジマくん Part3（2016年）

- 「...and LOVE」（2017年）
- 「プラシーボ」第3回新人監督映画祭 プレミアム招聘部門 （2017年）

### MV
- AKB48「ポニーテールとシュシュ」通常盤B カップリング曲「マジジョテッペンブルース」キングレコード（2010年5月）
- ミオヤマザキ  「裏アカ」2nd album「choice」Sony Music Labels  コーラス&MV出演 （2017年10月）

### ラジオ
- ON8（2009年12月30日・2010年1月4日・2011年8月15日、bayfm）
- SDN48の全力で聴かなきゃダメじゃん!!（2011年5月18日 - 、スターデジオ）
- 高梨康治「アキバ鋼鉄製作所」第114回 ゲスト出演（2017年10月）

### イベント
- スカパー!HD×エンタ!371 presents 「GIRLS POP NEXT」（2010年2月7日、よしもとプリンスシアター）
- ヤマダ電機家電フェア2010&大処分蚤の市in札幌ドーム（2010年8月29日、札幌ドーム）
- OBS開局50周年記念感謝祭 2010フードスタジアム〜第2回おおいたB級グルメNo.1決定戦〜（2010年10月30日・31日、大分銀行ドーム）
- ユアエルム presents RADIO SURPRISE!!AUTUMN FESTIVAL（2010年11月3日、ユアエルム八千代台店）
- Oricon Sound Blowin' 2010〜autumn〜（2010年11月13日、SHIBUYA O-EAST）
- 欽ちゃん監督勇退チャリティマッチ欽ちゃん・松坂大輔のドンとやるの!（2010年12月12日、平塚球場）
- SDN48 Mobile 1周年スペシャルイベント（2011年3月5日、AKB48劇場)
- 関東合同卒業パーティー2011（2011年3月28日、SHIBUYA-AX）
- 武道館アイドル博2017（2017年5月6日、日本武道館）[6]
- 武道館アイドル博2018～1000人のアイドルと遊ぼう！～（2018年8月13日、東京・日本武道館）
- 立飛グループ創立100周年記念事業 vol.1 たちフェス♪in TSG ～音楽を好きになる街へ～ （2021年7月17日 立川ステージガーデン）

### 舞台
- FLYING TRIP第5回公演「ひまわりのソラネ」（2012年7月18日 - 22日、シアターグリーン）
- A☆ct Stage Vol.2「桃太郎外伝〜黄金の夜明け〜」（2012年10月20日、築地ブディストホール）
- オーバースマイル（2012年12月19日 - 23日、新宿シアターモリエール）
- TOKUGAWA15（2013年3月20日 - 24日、中野ザ・ポケット）
- 織田作之助生誕100年青春グラフィティ 音楽劇「ザ・オダサク」（2013年5月9日 - 20日、大阪松竹座／25日 - 6月2日、新橋演舞場）
- 「Cruser's Lovesong」（2013年8月6日-8月11日 俳優座劇場）
- 企画演劇集団ボクラ団義Vol.13「虹色の涙 鋼色の月」（2013年12月4日-8日 新宿SPACE107、2013年12月13日～15日 大阪市立芸術創造館）
- 劇団マツモトカズミ第二回公演 「結婚の偏差値」（2014年1月22日-1月26日 SPACE107）オムニバス主演
- ミュージカル「ザ・オダサク 愛と青春のデカダンス」（2014年4月19日～29日 KAAT神奈川芸術劇場、2014年5月2日～6日 京都四條 南座）
- 劇団マツモトカズミ第四回公演「結婚の偏差値II DEAD OR ALIVE」（2014年9月10日 - 23日、新宿村LIVE）
- SANETTY Produce『ロストマンブルース』（2015年05月26日 - 31日 笹塚ファクトリー）
- リーディングライブ「UBUGOE～voice of comedy～ vol.5“次の未来へ”～」（2015年7月10日 ユナイテッドシネマ豊洲）
- ミュージカル「ズボン船長～Fifi & the Seven Seas～」（2015年7月31日-8月2日 梅田芸術劇場 シアター・ドラマシティ）
- リーディングライブ「UBUGOE～voice of comedy～ vol.11」 （2016年5月2日 東京芸術劇場 シアターウエスト）
- ミュージカル「ズボン船長～Fifi & the Seven Seas～」（東京公演 2016年7月15日-7月18日天王洲銀河劇場  、大阪公演 2016年8月26日-8月28日 梅田芸術劇場 シアター・ドラマシティ）
- ILLUMINUS Debut Stage 「ジュブナイル」（2017年1月21日-1月22日 シアター1010）
- 「ズボン船長」（2018年9月22日～9月24日 梅田芸術劇場 シアター・ドラマシティ）